# Denaro falso
Denaro falso (in russo Фальшивый купон?, Fal'šivyj kupon) è un racconto in due parti di Lev Tolstoj, ideato alla fine degli anni ottanta del XIX secolo, composto non prima del 1904 e pubblicato postumo nel 1911.

## Trama
Il racconto è diviso in due parti: nella prima la falsificazione di un titolo di credito di piccolo valore, fatta da due studenti, innesca una catena di eventi che coinvolgono decine di altre persone, con conseguenze sempre più gravi; nella seconda parte viene offerta una possibilità di redenzione alla maggior parte dei protagonisti superstiti.
Prima parte: Mìtja, uno studente ginnasiale di quindici anni, deve restituire sei rubli a un suo amico. Poiché suo padre gli nega un anticipo sulla paghetta mensile, Mìtja si rivolge a Màchin, un altro suo compagno di scuola con precoce tendenza alla dissolutezza; costui gli suggerisce di impegnare l'orologio e falsificare poi la cedola del monte dei pegni. Mitja impegna il suo orologio, mette poi un "1" davanti alla cifra di 2,50 rubli sulla cedola e, con l'aiuto di Màchin, utilizza la cedola falsificata per acquistare in un negozio di prodotti fotografici una cornice del valore di 1,50 rubli e ottenere da Màrja Vasìljevna, la moglie fiduciosa e ingenua del proprietario Jevghènij Michàjlovic, undici rubli di resto. Jevghènij Michàjlovic, accortosi del falso, utilizza fraudolentemente la cedola per acquistare della legna da Ivàn Mirònov, un povero contadino. Accusato di aver spacciato una cedola falsificata, Mirònov indica alla polizia colui che gliel'aveva rifilata; ma Jevghènij, grazie anche alla falsa testimonianza del portiere Vasìlij da lui corrotto, lo denuncia per calunnia e Mirònov viene condannato. Avendo appreso quali vantaggi possano derivare dalle azioni disoneste, Vasìlij inizia a compiere piccoli furti e perde il lavoro. 
Anche Ivàn Mirònov, il quale da queste vicissitudini ha ricavato la morale che «tutti i signori vivono solamente derubando il prossimo», col corollario che «i signori meritano di essere derubati», si dedica al furto ai danni di proprietari e di mercanti. Mirònov viene identificato come autore di un furto di cavalli ai danni di Pjotr Nikolàjevic Sventìtskij, un ricco imprenditore agricolo. Mirònov riese a scamparla finché deruba anche un contadino, Stjepàn Pelaghèjuskin; quella volta il piano va storto e Ivàn viene arrestato. Pelaghèjuskin intima a Ivàn di dire dove ha nascosto la refurtiva, ma di fronte all'ostinato rifiuto lo uccide con una pietra, venendo condannato a una breve detenzione. Pjotr Nikolàjevic, in precedenza orgoglioso di non aver mai oppresso i contadini, subisce un cambiamento nel carattere dopo i furti subiti: divenuto diffidente e rigido sarà ucciso dai suoi contadini durante un tumulto. L'uccisione di Sventìtskij provoca due condanne a morte e, in seguito, all'imprigionamento di Tjùrin, uno studente socialista; la sua compagna Turcjàninova cercherà di vendicarlo preparando un attentato contro un ministro, ma finirà anch'essa in prigione. A sua volta, uscito di prigione, Stjepàn Pelaghèjuskin si dedica a furti e omicidi; durante una rapina Stjepàn uccide anche Màrja Semjònovna, una donna generosa e mite la quale cercava di mettere in pratica le Beatitudini evangeliche e che, assalita da Pelaghèjuskin, si preoccupa del suo assalitore.
Seconda parte: Pelaghèjuskin, pentito dell'uccisione di Màrja Semjònovna, si costituisce. In carcere, ossessionato dai rimorsi, Pelaghèjuskin tenta di uccidersi; viene poi messo in cella con Vasìlij, condannato di nuovo per furto, e Cjùjev, un cristiano evangelico non violento, che si era convertito in seguito all'esempio di Màrja Semjònovna, ma era stato incarcerato per l'intervento del clero ortodosso. Anche Pelaghèjuskin si converte: si prodiga per aiutare gli altri reclusi, si sforza di leggere il Vangelo e infine si dedica anch'egli alla predicazione delle Beatitudini. 
Pelaghèjuskin converte Machòrkin, un ergastolano il quale aveva agito come boia nelle esecuzioni capitali; Machòrkin dichiara che non ucciderà più e, nonostante le minacce, rifiuta di giustiziare i due contadini condannati a morte per l'uccisione di Sventìtskij. L'inchiesta sul comportamento di Machòrkin viene affidata a Màchin, l'ex ginnasiale scapestrato e ora giudice istruttore. Màchin racconta le vicende di Sventìtskij e di Machòrkin a Lìza Jeròpkina, una giovane ereditiera che il magistrato corteggia. Affascinata anch'essa da Màrja Semjònovna, Lìza decide di regalare i suoi beni ai poveri; l'ardore religioso della giovane donna convertirà il monaco Isidoro il quale inizierà a predicare l'amore universale con accenti di singolare sincerità. Natàlja Ivànovna, la vedova di Pjotr Nikolàjevic, scrive una supplica allo zar perché conceda la grazia ai due contadini condannati per l'assassinio del marito. Lo zar rifiuta con leggerezza. 
Il monaco Isidoro, chiamato a corte grazie alla fama di predicatore, tuonerà davanti allo zar contro la pena di morte; sarà poi punito dai suoi superiori. Vasìlij evade dal carcere; ruberà ai ricchi per donare il bottino ai poveri. Aiuterà economicamente anche Jevghènij Michàjlovic e Màrja Vasìljevna, in difficoltà economiche, accompagnando il dono con una lettera in cui scrive: «Nel Vangelo è detto: rendi bene per male. Voi mi faceste molto male con la cedola e io danneggiai grandemente il contadino, ed ecco, ora io ho pietà di te». Infine, Mìtja Smokòvnikov, colui che anni prima aveva falsificato la cedola e ora è ingegnere minerario in Siberia, incontra l'ergastolano Pelaghèjuskin: si converte anch'egli e si propone di cambiar vita («decise di servire il popolo come sapeva»).

## Genesi dell'opera
Un primo abbozzo di questo racconto è contenuto in un abbozzo del settembre 1886 col titolo provvisorio "Racconto del ricco Mitaša". "La cedola" compare nell'elenco delle opere incompiute nel Diario del 14 novembre 1897. Il 6 ottobre 1902 iniziò a correggere e completare. Nelle versioni non definitive sulle spalle dei personaggi comparivano dei piccoli diavoli-sosia, i quali sparirono a partire dalla versione definitiva del gennaio 1904.

## Critica
Denaro falso è stato giudicato un racconto-pamphlet, una requisitoria contro il denaro, inteso come strumento di corruzione individuale e sociale. Contro il potere del denaro, Tolstòj auspica un ritorno a forme sociali premoderne che ricordano le utopie rousseaviane.

## Edizioni

### Originali
- Posmertnye chudožestvennye proizvedenija L'va Nikolaeviča Tolstogo pod redaktsiej V.G. Čertkova (Opere artistiche postume di Lev Nikolàevič Tolstòj, a cura di V.G. Čertkov), Mosca: ed. A.L. Tolstaja, tomo I, 1911 (con tagli censori)
- Posmertnye chudožestvennye proizvedenija L'va Nikolaeviča Tolstogo pod redaktsiej V.G. Čertkova (Opere artistiche postume di Lev Nikolàevič Tolstòj, a cura di V.G. Čertkov), Berlino: Svobodnoe slovo, tomo I, 1911 (a differenza della edizione di Mosca, l'edizione di Berlino non fu sottoposta a interventi della censura russa)

### Traduzioni italiane
- «Denaro falso». In: Come perisce l'amore : racconti; prima versione integrale e fedele della duchessa di Andria, Torino: Slavia, 1931
- «La cedola falsa». In: Romanzi brevi e racconti; a cura di Giuseppe Donnini, Roma: G. Casini, 1951
- «Il cupone falso». In: Lev Tolstoj, Racconti; a cura di Agostino Villa, Vol. III, Torino : Einaudi, 1955
- I cosacchi; La cedola falsa; Trad. di Agostino Villa, Milano: Club degli editori, 1974
- «La cedola falsa»; traduzione di Margherita Crepax. In: Tutti i racconti, a cura di Igor Sibaldi, Op. cit.
- Denaro falso: 1903-1905; traduzione della Duchessa d'Andria, Milano: Linea d'ombra, 1990, ISBN 88-09-00557-0
- Denaro falso, prefazione di Dario Pontuale, Ianieri Edizioni, Pescara, 2016.

## Adattamenti
- La prima parte di Denaro falso è stata utilizzata da Robert Bresson per il suo ultimo film, L'Argent (1983). L'azione è stata trasposta dalla Russia zarista del XIX secolo alla Francia del XX secolo. Yvon Targe, il protagonista del film di Bresson, è stato creato dall'unione di Ivàn Mirònov e  Stjepàn Pelaghèjuskin; a differenza che nel racconto di Tolstoj, nel film di Bresson non c'è redenzione[3].